# 尚稷
尚稷（？—1434年）是琉球國第二尚氏王朝建立者尚圓之父。
尚稷出生在伊是名島首見村（一作諸見村），人稱伊平屋里主。相傳他是義本的後裔，一說為天孫氏後裔。尚稷之父是伊平屋大主，有一弟名叫向元輔（銘苅親方朝烈），一妹名叫多嘉屋田阿武。他與瑞雲結婚，生有一女二子：阿武加那志、尚圓、尚宣威。
尚稷與夫人瑞雲都於1434年（宣德9年）死去，葬於伊是名玉陵，當時尚圓還年幼。1699年（康熙38年），由於尚稷是尚圓王之父，因此被追尊為王。尚稷、尚久、尚懿三人的牌位被尊稱為「花王」，同歷代國王牌位一起被供奉於圓覺寺（一說安置於崇元寺）。1719年（康熙58年），經久米村的奏請，三人被剝奪王爵、降稱「公」，尚稷公、尚久公神主遷往天王寺供奉，尚懿公神主遷往天界寺供奉。